# Supercoppa Primavera 2023
La Supercoppa Primavera 2023 è stata la ventesima edizione della competizione, che si è disputata il 22 agosto 2023 allo stadio Via del mare di Lecce. A sfidarsi sono state il Lecce e la Roma, vincitrici rispettivamente del Campionato e della Coppa Italia nella stagione 2022-23.

## Tabellino
| Lecce 22 agosto 2023, ore 20:30 CEST Finale                 | Lecce     | 0 – 1 referto             | Roma | Stadio Via del mare |
| \| \| \| \| \| \| Marcatori \| 70’ (aut.) Lampinen-Skaug \| |           |                           |      |                     |
|                                                             |           |                           |      |                     |
|                                                             | Marcatori | 70’ (aut.) Lampinen-Skaug |      |                     |

| Lecce | Roma |